# Herrfallet
Herrfallet är ett naturreservat i Eskilstuna kommun förvaltat av Länsstyrelsen i Södermanlands län. Reservatet är beläget cirka 15 kilometer från centrala Arboga, nära gränsen till Västmanlands län. Området består av en rullstensås som löper ut från Hjälmarens norra strand i nord-sydgående riktning, och på udden finns bland annat en camping och vandringsled. Internationella naturvårdsunionen har inte klassificerat området.